# Charlie Monttana
Carlos César Sánchez Hernández (Colonia Guerrero, 6 de noviembre de 1961-Ciudad de México, 28 de mayo de 2020), conocido como Charlie Monttana, fue un compositor y músico mexicano. Como intérprete, se especializó en el género de rock, en todos sus subgéneros.

## Biografía y carrera
Charlie inició su carrera musical como cantante del grupo Perro muerto y posteriormente se integró, a principios de los años 80, al grupo Vago invitado por Rodolfo León "León Vago". En 1986 fue invitado por Toshiro Midori a la banda Mara, de la que fue su vocalista. A finales de 1989 se separó de Mara por desacuerdos con los integrantes del grupo y volvió a reintegrar Vago, agrupación con la que lanzó en 1992 el disco Suicida que incluye la canción «Tú mamá no me quiere», misma que se convirtió en un éxito en el circuito del rock urbano, además de otras canciones emblemáticas como "De que el amor apesta". En 1994 se reintegra al grupo Mara y graban el disco "Alocame Con Tus Piernas" y es en 1996 cuando inició una carrera en solitario, con la que publicó una veintena de discos. Entre ellos publicó los éxitos «Vaquero rocanrolero», «Luna Rota y Astillada» y «Mi terrible soledad», entre otras. Desde 2012 el músico creó Fundación Charlie Montanna A.C., una asociación civil dedicada a ayudar a niños y ancianos en situación de calle.
En el año 2016 realizó una pequeña aparición en el videoclip de la canción «Si tú me quisieras» de la cantante Mon Laferte.

## Muerte
Falleció a los cincuenta y ocho años el 28 de mayo de 2020 en el Hospital Jardín Balbuena en Ciudad de México a causa de un infarto.

## Estilo
Su estilo se caracterizó por ser un personaje histriónico y desenfadado en el escenario y por conservar una estética asociada al glam rock de los años 80. Vistió con ropa de piel y se asoció frecuentemente al bourbon Jack Daniel's. Tomó su nombre artístico de la película de 1983 Scarface. Además del nombre artístico, Montana adoptó el mote de «el novio de México» en parodia a Angélica María y el de «vaquero rocanrolero» en referencia a una de sus canciones más famosas.

## Discografía

### Con Mara
- Ficheras del rock (1986)
- ...Esperando la noche (1988)
- Camaleón (1989)
- ¡En vivo! En el reclusorio femenil (1990)
- Alócame con tus piernas (1994)

### ConVago
- Vagando (1983)
- Suicida (1992)

### Solista
- En Vivo Y En Estudio (1996 en Bi-Cassette y reeditado en CD en 2001)
- Montta Morfosis (1997)
- Todos estos años Vol. 1 (1998)
- Todos estos años Vol. 2 (1998)
- Sé lo que hicieron el disco pasado (1999)
- En vivo en el teatro Isabela Corona vol. 1 (1999)
- En vivo en el teatro Isabela Corona vol. 2 (1999)
- Dr. Hollywood (2002)
- Hotel Barcelona (2003)
- 15 Grandes Éxitos  (2004)
- Rockin' and rollin' (2004)
- Rock star (2006)
- Ford Monttana 69 (2008)
- Pares y duetos Disco 1 (2010)
- Pares y duetos Disco 2 (2010)
- Pares y duetos Disco 3 (2010)
- Sobreviviente 33 (2014)
- Decreto por el regreso de los buenos tiempos (2017)
- Pasado - Mi Obra (2019)
- Proceso - Mi Trabajo (2019)
- Presente - Mi Legado (2019)

### Filmografía
- En Vivo En El Teatro Isabela Corona, Dirigido por Víctor Vera, Discos Denver [DVD & VHS] (1999)
- Rockstar, Reality, Exa TV (2010).
- ¿Quien fué Charlie Monttana, (2016).[15]
- Loco fin de semana, una película de comedia dirigida por Kristoff Raczynski (2019).[16]
- Soy Yo, Charlie Monttana, un documental biográfico dirigido por Ernesto Méndez (2020).[17]